# Xaver Kurmann
Xaver Kurmann (Willisau, 29 de agosto de 1948) é um ex-ciclista de pista suíço. Kurmann conquistou duas medalhas olímpicas na perseguição individual em Cidade do México 1968 e Munique 1972.